# Ida Dalser
Ida Irene Dalser (née le 20 août 1880 à Sopramonte près de Trente et morte à Venise le 3 décembre 1937) était la première épouse de Benito Mussolini et la mère de Benito Albino Dalser, le fils illégitime qu'elle eut avec celui-ci.

## Biographie
Ida Dalser naît à Sopramonte, un village situé à quelques kilomètres à l'ouest des environs de Trente, alors partie de l'Empire austro-hongrois, et dont son père fut le maire. Elle part pour Paris suivre des cours d'esthéticienne avant de retourner à Milan en 1913 où elle ouvre un salon de beauté sur le modèle français. C'est à cette époque qu'elle commence une relation avec Benito Mussolini, dont elle avait toutefois fait la connaissance quelques années auparavant (probablement vers 1907-1909) à Trente, lorsque celui-ci avait travaillé pour le journal local socialiste Avanti!. Subjuguée par la personnalité de Mussolini, elle décide de vendre tous ses biens pour financer sa carrière et lui permettre de fonder son propre journal, Il Popolo d'Italia qui sera l'organe de presse du parti fasciste italien et le fer de lance de la montée au pouvoir de Mussolini. Le couple se serait marié religieusement en 1914 avant la naissance de leur fils Benito Albino le 11 novembre 1915 que le futur Duce aurait officiellement reconnu le 11 janvier 1916, bien que les documents officiels aient disparu.
Durant la Première Guerre mondiale, Mussolini est blessé et séjourne à l'hôpital de Treviglio, puis se marie civilement le 15 décembre 1915 avec Rachele Guidi (qu'il connait depuis l'adolescence) et dont il avait déjà une fille Edda (née en 1910), reniant alors sa précédente liaison avec Ida, ainsi que l'existence de leur fils Benito Albino. Pour y parvenir, il essaye en vain de faire emprisonner Ida en raison de sa nationalité autrichienne (un « corbeau » l'ayant accusée d'espionnage au profit des Austro-Hongrois), alors que l'Italie est en guerre contre ces derniers. Durant toute sa période d'accession au pouvoir, il cherchera à effacer les preuves de cette union et fera par la suite enfermer Ida Dalser dans un asile d'aliénés en 1926 d'abord à Pergine Valsugana (grâce à une expertise psychiatrique de complaisance rédigée en réalité par un médecin ORL, chef du parti fasciste à Trente), puis sur l'île de San Clemente à Venise où elle meurt d'une hémorragie cérébrale en 1937, sans avoir jamais revu son fils. Les parents d'Ida Dalser, prévenus trop tard, ne purent assister à l'enterrement de leur fille supposément réalisé dans le cimetière de l’asile[réf. nécessaire]. Malgré des recherches[réf. nécessaire], sa tombe ne fut jamais retrouvée. 
Jusqu'à la fin de sa vie, Ida Dalser n'eut de cesse de dénoncer l'attitude du Duce à son égard et écrivit dans ce sens au préfet, au roi Victor-Emmanuel III et même au pape Benoit XV. Elle chercha à discréditer Mussolini en révélant certaines vérités cachées. Ainsi elle dénonça dans l'un de ses courriers aux autorités, les soutiens financiers discrets d'agents français et britanniques dont aurait bénéficié Mussolini afin que celui-ci fonde son journal Il Popolo d'Italia, et y fasse sa propagande pour l'entrée en guerre de l'Italie aux côtés des Alliés, lors du premier conflit mondial.
Benito Albino sera quant à lui strictement reclus en pension au Collège des Barnabites durant toute son enfance, avant d'être engagé comme télégraphiste dans la Regia Marina, la marine de guerre italienne. Connaissant probablement sa fragilité psychologique, les autorités lui feront croire au décès de sa mère (en réalité celle-ci mourra quelques années après) et le rapatrieront de Chine où il était en mission. Il sombra finalement peu à peu dans la folie et finira également dans un hôpital psychiatrique à Milan où il meurt le 26 août 1942. Le Duce tentera de cacher cette réalité en faisant croire que Benito Albino avait été blessé lors d'un combat naval en Méditerranée un an auparavant[réf. nécessaire].
Après la Seconde Guerre mondiale, la famille d'Ida entama des poursuites judiciaires contre les membres du Parti fasciste de Trente qu'ils jugeaient responsables de l'internement abusif et de la mort de cette dernière et de son fils. Toutes les personnes impliquées furent localisées, mais la procédure n'aboutit jamais. En effet, la proclamation de la « République italienne » et le vote d'une loi d'amnistie sur les crimes fascistes en 1946 eurent pour effet de clore définitivement le dossier.